# Addaru
Addaru war der babylonische Name des zwölften Monats im babylonischen Kalender. Da im Monat Tašritu gemäß der babylonischen Quellen entweder das erste Neulicht oder der erste Vollmond des Herbstes lag, begann der Monat Addaru im Normalfall frühestens am 3. Februar und spätestens am 11. März.  Im Jüdischen Kalender, der von den Juden während des Babylonischen Exils zwischen 586 und 536 v. Chr. aus dem Babylonischen Kalender übernommen wurde,  entspricht der Addaru dem Monat Adar.